# Cassandra Peterson

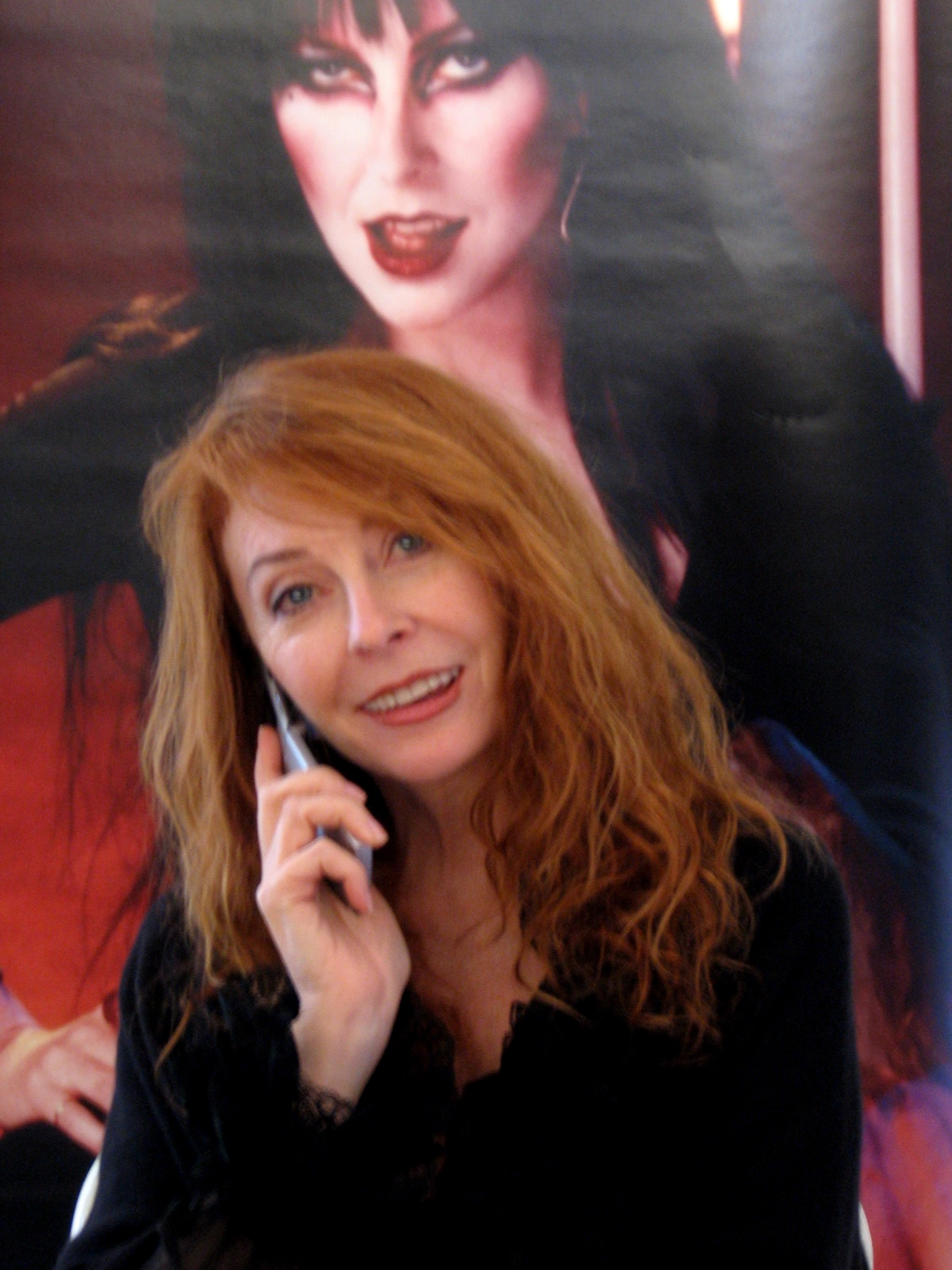
Cassandra Peterson vor einem Elvira-Poster

Cassandra Peterson (* 17. September 1951 in Manhattan, Kansas) ist eine US-amerikanische Filmschauspielerin. Bekannt ist sie in erster Linie in der Rolle ihres Alter Egos, der in den USA überaus populären Elvira.

## Karriere
Peterson arbeitete als Tänzerin im Hotel The Dunes in Las Vegas und hatte einen kurzen Auftritt im James-Bond-Film Diamantenfieber. Auch arbeitete sie nebenbei als Fotomodel, unter anderem ist sie auf dem Cover von Tom Waits Album Small Change zu sehen.
In den frühen 1970er Jahren zog sie nach Italien und betätigte sich als Sängerin der Rock-Band I Latins Ochanats. In Federico Fellinis Roma war sie als Tänzerin in einer kleinen Nebenrolle zu sehen.

### Elvira – Herrscherin der Dunkelheit

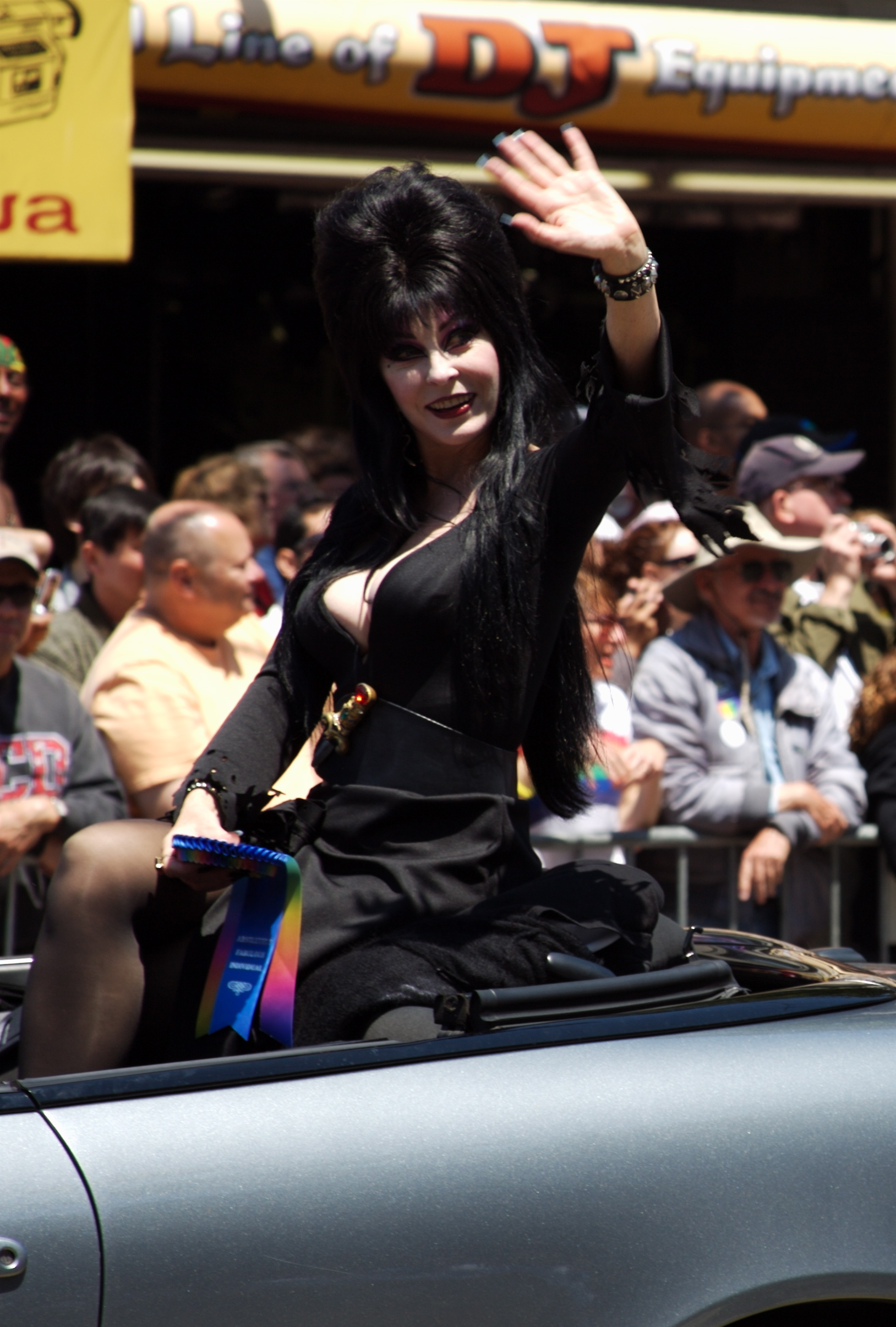
Elvira 2006

Wieder zurück in den USA zog sie mit Tanznummern und Comedy-Auftritten durch Nachtclubs und Diskotheken. Ihren Durchbruch hatte sie, als KHJ-TV, Los Angeles, ihr die Möglichkeit bot eine Sendung für B-Horror-Movies zu präsentieren.
Angelehnt an Maila Nurmis Rolle der Vampira und Morticia Addams schuf Peterson die Figur der Elvira. Am 26. September 1981 wurde die erste Sendung ausgestrahlt. Gekleidet in enger schwarzer Kleidung mit üppigem Dekolleté, dunklem Make-up und schwarzer Perücke präsentierte sie in der Sendung Movie Macabre (1981–1993), im schlichten Studio, nur auf einem viktorianischen Sofa, Horror-Filme der B-Kategorie. Dank ihres schwarzen Humors, losen Mundwerks und schrillen Sexappeals wurde Elvira schlagartig berühmt und eine Ikone der Subkultur, angesiedelt zwischen Punk und Gothic. Wegen der großen Ähnlichkeit mit der älteren filmischen Figur Vampira kam es zu einem Gerichtsverfahren mit dem Vorwurf des Plagiats, das jedoch zugunsten von Peterson ausging.
Die Horrorkomödie Elvira – Herrscherin der Dunkelheit (1988), zugeschnitten auf die Figur der Elvira und von Peterson mit produziert, wurde zu einem Kult-Erfolg. Zahlreiche Auftritte in Sendungen und Shows des amerikanischen TVs ließen sie dauerpräsent und zu einem Bestandteil der amerikanischen Fernseh- und Medienkultur werden. 2011 gewann sie den Rondo Hatton Classic Horror Awards in der Kategorie Favorite Horror Host of 2011 als beste Horror-Moderatorin.

### Weitere Tätigkeiten
Erwähnenswerte Film- oder Fernsehrollen hatte Cassandra Peterson kaum. 1987 spielte sie in Quatermain II – Auf der Suche nach der geheimnisvollen Stadt die Nebenrolle der bösen Königin Sorais.
Vereinzelt nahm Peterson, als Elvira, verschiedene Lieder für ihre Halloween-Alben auf.

## Privatleben
Von 1981 bis 2003 war sie mit Mark Pierson verheiratet. Sie hat eine Tochter. In ihren Memoiren aus dem Jahr 2021 gab Peterson bekannt, dass sie seit 19 Jahren mit einer Frau liiert sei.

## Filmografie (Auswahl)

### Filmauftritte
- 1971: James Bond 007 – Diamantenfieber (Diamonds are forever)
- 1973: The Working Girls
- 1980: Noch mehr Rauch um überhaupt nichts (Cheech and Chong's Next Movie)
- 1982: Jekyll und Hyde – Die schärfste Verwandlung aller Zeiten (Jekyll and Hyde… Together Again)
- 1983: Der rasende Gockel (Stroker Ace)
- 1985: Pee-Wee’s Big Adventure
- 1986: Echo Park (Echo Park)
- 1987: Quatermain II – Auf der Suche nach der geheimnisvollen Stadt (Allan Quatermain and the Lost City of Gold)
- 1988: Elvira – Herrscherin der Dunkelheit (Elvira, mistress of the dark)
- 2001: Elvira’s Haunted Hills
- 2004: Red Riding Hood

### Fernsehauftritte
- 1981–1993: Movie Macabre
- 1984: Last of the Great Survivors
- 1984: Ein Colt für alle Fälle (The Fall Guy, Fernsehserie, Folge 4x07: Das Geisterschloß)
- 1985: Ein Colt für alle Fälle (The Fall Guy, Fernsehserie, Folge 5x06: Der Geist von Pelham Manor)
- 1985: Bob Hope Buys NBC?
- 1986: WrestleMania 2
- 1989: Heavy Metal Heaven
- 1992: Der Ring der Musketiere (Ring of the Musketeers)
- 1992: Parker Lewis – Der Coole von der Schule (Parker Lewis Can’t Lose, Fernsehserie)
- 1993: Acting on Impulse
- 2006: The Girls of the Playboy Mansion (The Girls Next Door)
- 2007: The Search for the Next Elvira
- 2010: Elvira’s Movie Macabre
- 2011: Last Man Standing (Fernsehserie, Folge 1x04)
- 2019: RuPaul‘s Drag Race (Gastrichter)

## Trivia
- Elvira war 1988 Sprecherin der Molson Coors Brewing Company.
- 1988 wurde das Elvira-Halloween-Kostüm das meistverkaufte Kostüm für Frauen aller Zeiten.
- In mehreren Folgen der Fernsehserie The Simpsons erscheint eine nach dem Vorbild von Elvira entwickelte Parodie namens Booberella.
- Der Spielautomatenhersteller Bally/Midway vertrieb insgesamt zwei thematisch auf Elvira basierende Flipperautomaten namens Elvira and the Party Monsters (1989) und Scared Stiff (1996).[4] 2020 brachte die Firma Stern Pinball ein drittes Gerät mit Namen Elvira's House of Horrors heraus.
- 1990 brachte Accolade ein Computerspiel mit dem Namen Elvira: Mistress of the Dark für Amiga, MS-DOS und den Atari ST heraus. 1991 folgte eine Version für den Commodore 64 von Flair Software Ltd. 1991 wurde der Nachfolger Elvira II: The Jaws of Cerberus veröffentlicht.
- 1991 veröffentlichte Flair Software Ltd. außerdem ein Computerspiel mit dem Namen Elvira – The Arcade Game für den Amiga, den Atari ST und den Commodore 64.
- 2009 wirkte sie als Elvira im Musikvideo Mistress of the Dark für die Musikgruppe Ghoultown mit.

## Schriften
Cassandra Peterson: Yours Cruelly, Elvira: Memoirs of the Mistress of the Dark. Hachette Books, 2021, ISBN 978-0-306-87435-2.